# M7 (astronomia)
M 7 (noto talvolta anche col nome Ammasso di Tolomeo o con la sigla NGC 6475) è un brillante ammasso aperto visibile nella costellazione dello Scorpione; era conosciuto anche in epoca antica ed è uno degli ammassi aperti più grandi e luminosi del cielo.

## Osservazione

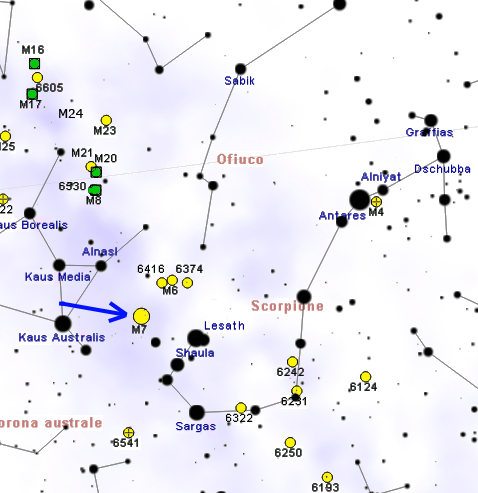
Mappa per individuare M7.

M7 è un ammasso estremamente facile da osservare: si trova infatti poco a nord delle stelle che rappresentano la coda dello Scorpione e grazie alla sua luminosità è ben visibile anche ad occhio nudo, anche qualora si presenti molto basso sull'orizzonte; senza l'ausilio di strumenti appare come una macchia chiara di forma ovaleggiante più luminosa al centro, nella quale si possono distinguere sotto buoni cieli fino a 2-3 componenti. Un piccolo binocolo 8x40 o 10x50 è invece sufficiente per risolverlo completamente in decine di astri dalla sesta all'ottava magnitudine, principalmente di colore biancastro; al telescopio, specie a bassi ingrandimenti, la visione diventa eccellente, con centinaia di stelle visibili. Un ingrandimento eccessivo tuttavia è sconsigliabile perché si perde la visione di insieme dell'oggetto, le cui dimensioni sono molto estese.
M7 può essere osservato con facilità anche se è basso sull'orizzonte, ma occorre tener presente che si tratta di un oggetto situato a declinazioni moderatamente australi, dunque in molte aree del Nord Europa e del Canada non è mai osservabile, mentre dalle regioni mediterranee (comprese fra 43°N e 33°N) si presenta basso in direzione sud ed è visibile solo per poche ore; dall'emisfero sud, al contrario, M7 è uno degli ammassi meglio visibili del cielo. Il periodo migliore per la sua osservazione nel cielo serale è quello compreso fra aprile e ottobre per l'emisfero sud, mentre a nord la visibilità è limitata ai mesi estivi.

## Storia delle osservazioni
M7 era già conosciuto da Tolomeo nel 130, che lo descrisse nel suo catalogo di oggetti del cielo come un ammasso nebuloso successivo alla coda dello Scorpione; venne poi osservato da Giovan Battista Hodierna, Nicolas Louis de Lacaille e da Charles Messier, che lo inserì nel Catalogo di Messier nel 1764 descrivendolo come "un ammasso considerevolmente più grande del precedente (M6). Ad occhio nudo si presenta come una nebulosità; è situato a breve distanza dal precedente, tra l'arco del Sagittario e la coda dello Scorpione. Diametro 30'". John Herschel lo osservò dal Capo di Buona Speranza e ne fornì una descrizione che poi sarebbe stata copiata e inserita nel New General Catalogue. Anche Edmond Halley aveva osservato quest'ammasso.

## Caratteristiche
M7 è formato da alcune centinaia di stelle, principalmente stelle blu; circa un'ottantina di queste sono più brillanti della decima magnitudine. Il diametro apparente dell'ammasso è di circa 1°,3, che alla distanza di 1000 anni luce equivale ad una dimensione reale di 25 anni luce; secondo studi condotti alla fine degli anni duemila, l'età dell'ammasso è di 200 milioni di anni, mentre il parametri di metallicità sono simili a quelli del Sole. M7 e il sistema solare si allontanano alla velocità di 18 km/s.
La stella più brillante di M7 è una gigante gialla di magnitudine 5,6, dunque visibile già ad occhio nudo sotto buoni cieli, e di classe spettrale G8; a questa si aggiungono tre giganti rosse e alcune decine di stella di classe B e A. All'interno dell'ammasso sono note alcune binarie spettroscopiche con periodi compresi fra i 2 e i 9 giorni, più alcune doppie strette con una separazione molto ridotta; fra le prime spicca HD 162724, una variabile a eclisse azzurra che oscilla fra le magnitudini 5,96 e 6,43 con un periodo di 2,78 giorni. Uno studio condotto ai raggi X ha permesso di scoprire una cinquantina di componenti accertate di classe F-K0 e una settantina di stelle nane di classe K e M. Secondo lo stesso studio è emerso che alcune delle stelle di grande massa di M7 sono associate a sorgenti di raggi X; si ritiene che si tratti di stelle binarie in cui l'emissione a raggi X provenga dalle componenti secondarie, di piccola massa.
Alcune componenti di massa intermedia dell'ammasso presentano delle forti anomalie nella composizione della loro fotosfera; queste stelle possiedono una sovrabbondanza di alcuni elementi come il cromo e il manganese e una relativa scarsità di ossigeno e magnesio, nel caso delle stelle di classe A. Come ciò possa influire sull'evoluzione di queste stelle non è ancora ben chiaro.

### Libri
- (EN) Stephen James O'Meara, Deep Sky Companions: The Messier Objects, Cambridge University Press, 1998, ISBN 0-521-55332-6.

### Carte celesti
- Toshimi Taki, Taki's 8.5 Magnitude Star Atlas, su geocities.jp, 2005. URL consultato il 7 novembre 2010 (archiviato dall'url originale il 5 novembre 2018). - Atlante celeste liberamente scaricabile in formato PDF.
- Tirion, Rappaport, Lovi, Uranometria 2000.0 - Volume II - The Southern Hemisphere to +6°, Richmond, Virginia, USA, Willmann-Bell, inc., 1987, ISBN 0-943396-15-8.
- Tirion, Sinnott, Sky Atlas 2000.0 - Second Edition, Cambridge, USA, Cambridge University Press, 1998, ISBN 0-933346-90-5.
- Tirion, The Cambridge Star Atlas 2000.0, 3ª ed., Cambridge, USA, Cambridge University Press, 2001, ISBN 0-521-80084-6.